# János Kádár
János Kádár (Rijeka, 26. svibnja 1912. – 6. srpnja 1989.) bio je mađarski komunistički političar, aktivan tijekom revolucije 1956. godine i čelnik Mađarske od 1956. do 1988. godine postavljen od strane SSSR-a.[nedostaje izvor]

## Životopis
Rodio se u gradu Rijeci kao Giovanni Csermanek. Rijeka je tada bila u sastavu Austro-Ugarske Monarhije. Ime Giovanni dobio je zbog zakona koji su tada vladali u gradu. Njegov otac odbio je priznati očinstvo i plaćati alimentaciju njegovoj majci. Prvih šest godina života proveo je s udomiteljima, kasnije je ujedinjen s majkom koja ga je poslala u školu. Tamo je bio do 14. godine, kasnije se zaposlivši kao daktilografski mehaničar.
U 17. godini postao je član omladinske sindikalne grupe, a u 19. godini postaje dio Mađarske komunističke partije.
Zbog toga je bio nekoliko puta uhićivan i zatvaran. Tijekom Drugog svjetskog rata, borio se u Čehoslovačkom pokretu otpora. Kad je rat završio, na vlast u Mađarskoj se popeo Mátyás Rákosi, zloglasni staljinistički diktator koji je provodio represiju nad protivnicima.
Godine 1956. izbila je revolucija koju vodi reformistički nastrojeni novoustoličeni premijer Imre Nagy. Kádár podupire te napore, pa je zbog toga otet i odveden u Moskvu gdje su mu neke stvari objašnjene. Pritisnut prijetnjama, vraća se kući, a sovjetski tenkovi guše ustanak. Od 1956. do 1958. bio je premijer, te ponovno od 1961. do 1965. godine. Nakon dolaska na vlast kao premijer, na radiju je objavio 15 točaka svog programa, kojim je želio reći kakva će biti njegova politika. Zadnja točka je naknadno povučena jer je bilo pritisaka. Ipak, Kádárova era je obilježena razvojem gospodarstva i visokim životnim standardom. Smanjio je kontrolu države nad tiskom i medijima općenito te uveo reforme. U Mađarskoj njegovog doba moglo se živjeti puno slobodnije nego u drugim državama Istočnog bloka.
Imao je skroman stil života, te je mrzio zlodjela i korupciju, kojih je ipak bilo tijekom njegovog vladanja. S vlasti je sišao u svibnju 1988., a u srpnju 1989., već vidno senilan, i umire.
Dana 2. svibnja 2007. njegov grob je oskvrnut na vandalski način, ukradene su mnoge njegove kosti, pa i lubanja, te suprugina urna. Nedaleko je bila napisana poruka: "Ubojica i izdajnik ne može biti pokopan na svetom tlu."